# الشباب والإعاقة

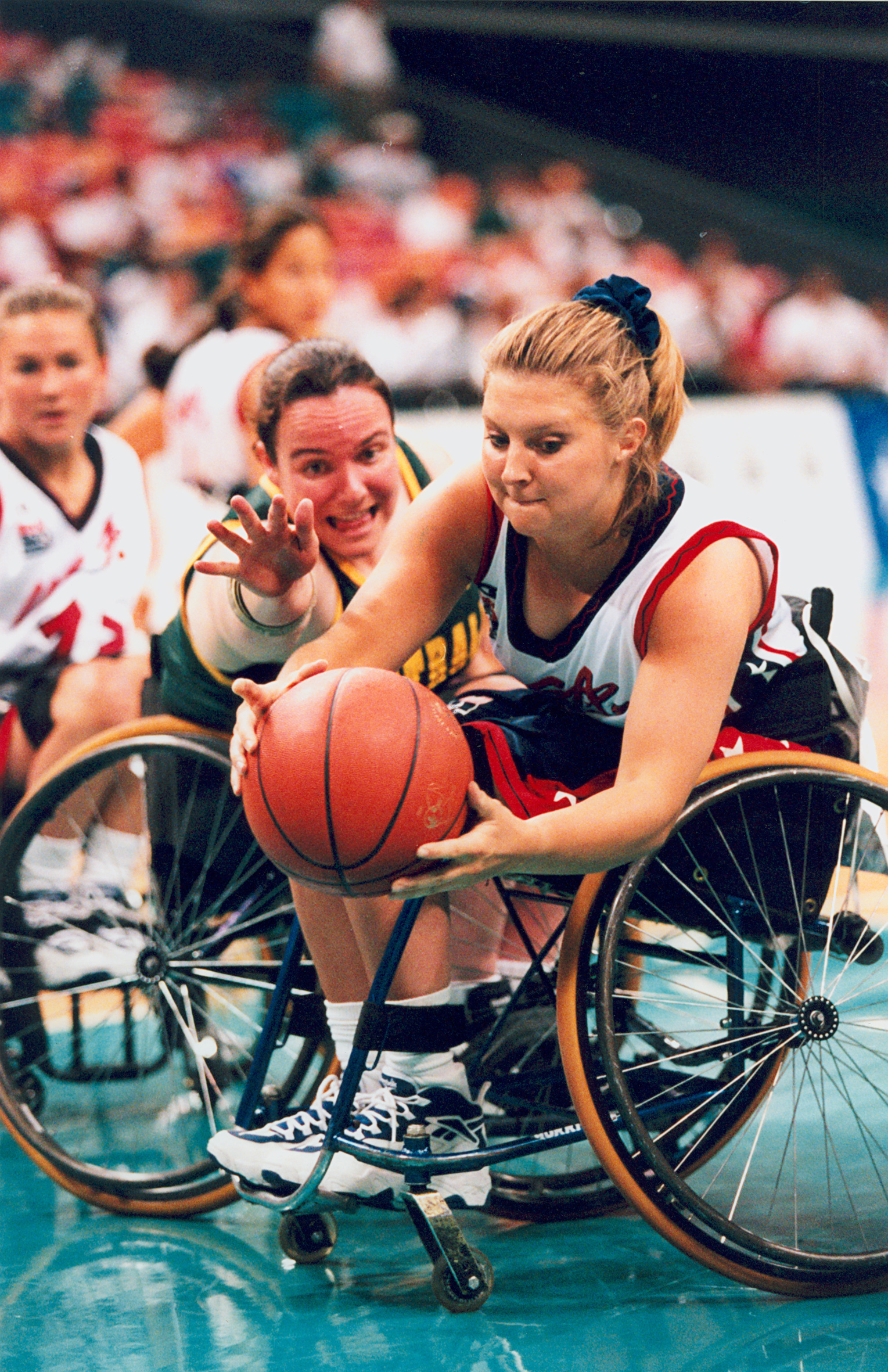

الشباب والإعاقة «في جميع أنحاء العالم هناك ما بين 180و220 مليون من الشباب ذوي الإعاقة» 
وتكمن هذه الإعاقة بإعاقة بدنية، حسمية، عقلية 
وتعتبر أكبر التحديات التي تواجه هؤلاء الشباب هو نظرة المجتمع لهم فهنالك من ينظر لهم بنظرة الشفقة أو عدم تقبل المجتمع لتوفير أحتياجاتهم.

## العجز والتعليم

### اللوائح القانونية في الولايات المتحدة
«قبل تسعينيات القرن العشرون لم يكن هناك قوانيين اتحادية رئيسية تحمي الحقوق المدنية أو الدستور للأمريكيين من ذوي الأعاقات، ولكن تم وضع قانون لذوي الإعاقات في عام 1975».
أعطى هذا القانون حق الأطفال ذوي الأحتياجات بتلقي التعليم مجانا وحقه في الدمج مع الأطفال العاديين «أما الشباب الذين تتراوح أعمارهم بين 3-21» فقد أعطي الحق لهم يتحسين مستوى الخدمات المقدمة لهم خصوصاً المقدمة في مجال «المناهج الدراسية».

#### نظام التعليم الخاص
تكمن خدمات التعليم الخاص بتوفير الكثير من التسهيلات لذوي الاحتياجات الخاصة «توفير النقل، والعلاج الفيزيائي والمهني، والاستجمام العلاجي» كما ان هذا التعليم يوفر خطة فردية لكل طالب تتناسب وأختياجاته ويوفر أيضاً المختصين من المعلمين في مجال هذه الإعاقة.

## التحديات والصعوبات

### تأثيرات عائلية
يعتبر وجود شاب معاق ليس بالشيء السهل على أي أسرة فهو يشكل عبئاً على الاسرة تتضمن توفير المساعدة له فهو يحتاج إلى معاملة خاصة لكي يتمكن من تطوير قدراته ودعمه ليصبح أكثر إيجابية وفرد فاعل في المجتمع.